# Vence (tổng)
Tổng Vence là một tổng của Pháp. Tổng này nằm ở tỉnh Alpes-Maritimes trong vùng Provence-Alpes-Côte d'Azur.

## Các đơn vị hành chính
Tổng Vence có cá thị xã Vence, La Gaude và Saint-Jeannet.

## Lịch sử
| Ngày bầu cử | Tên                   | Đảng      | Tư cách              |
| --- | --------------------- | --------- | -------------------- |
| Một cuộc bầu cử đô thị từng phần đã diễn ra năm 1983, sau khi Jacques Falcoz qua đời, bầu ra Bernard Demichelis. |                       |           |                      |
| 1983 | M. Jacques Falcoz     |           | Thị trưởng của Vence |
| 1983 | M. Bernard Demichelis | UDF-RPR   | Thị trưởng của Vence |
| 1994 | M. Pierre Fouques     | RPR       |                      |
| 2001 | M. Pierre Fouques     | UMP       |                      |
| 2008 | Mme Anne Sattonnet    | PRV - UMP |                      |

## Biến động dân số
| 1882                                         | 1926 | 1962 | 1968 | 1975 | 1982 | 1990 | 1999   |
|                                              |      |      |      |      |      |      | 26 746 |
| -------------------------------------------- | ---- | ---- | ---- | ---- | ---- | ---- | ------ |
| Số liệu từ năm 1990: Dân số không tính trùng |      |      |      |      |      |      |        |